# Plica umbra
Plica umbra là một loài thằn lằn trong họ Tropiduridae. Loài này được Linnaeus mô tả khoa học đầu tiên năm 1758.

## Hình ảnh

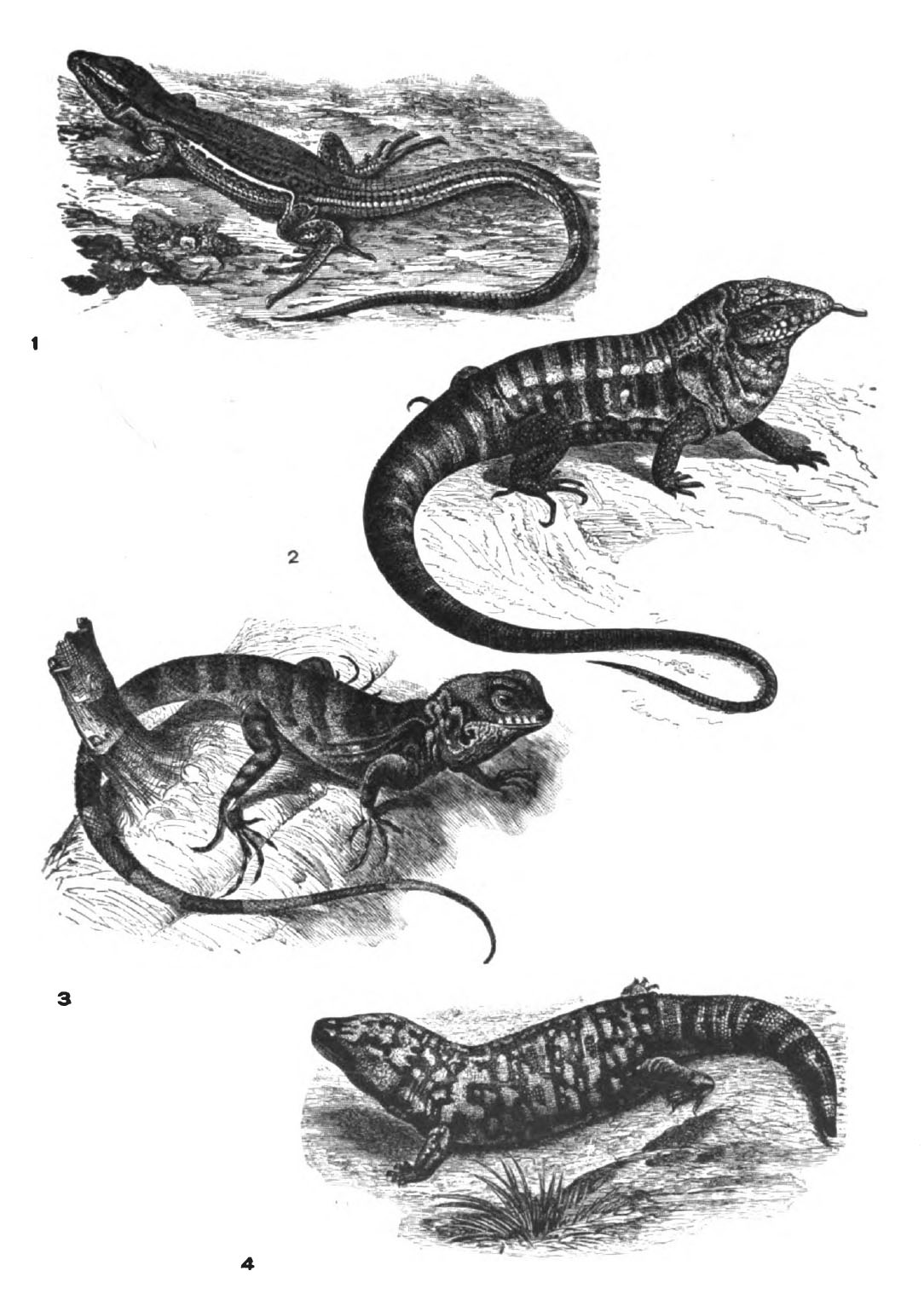
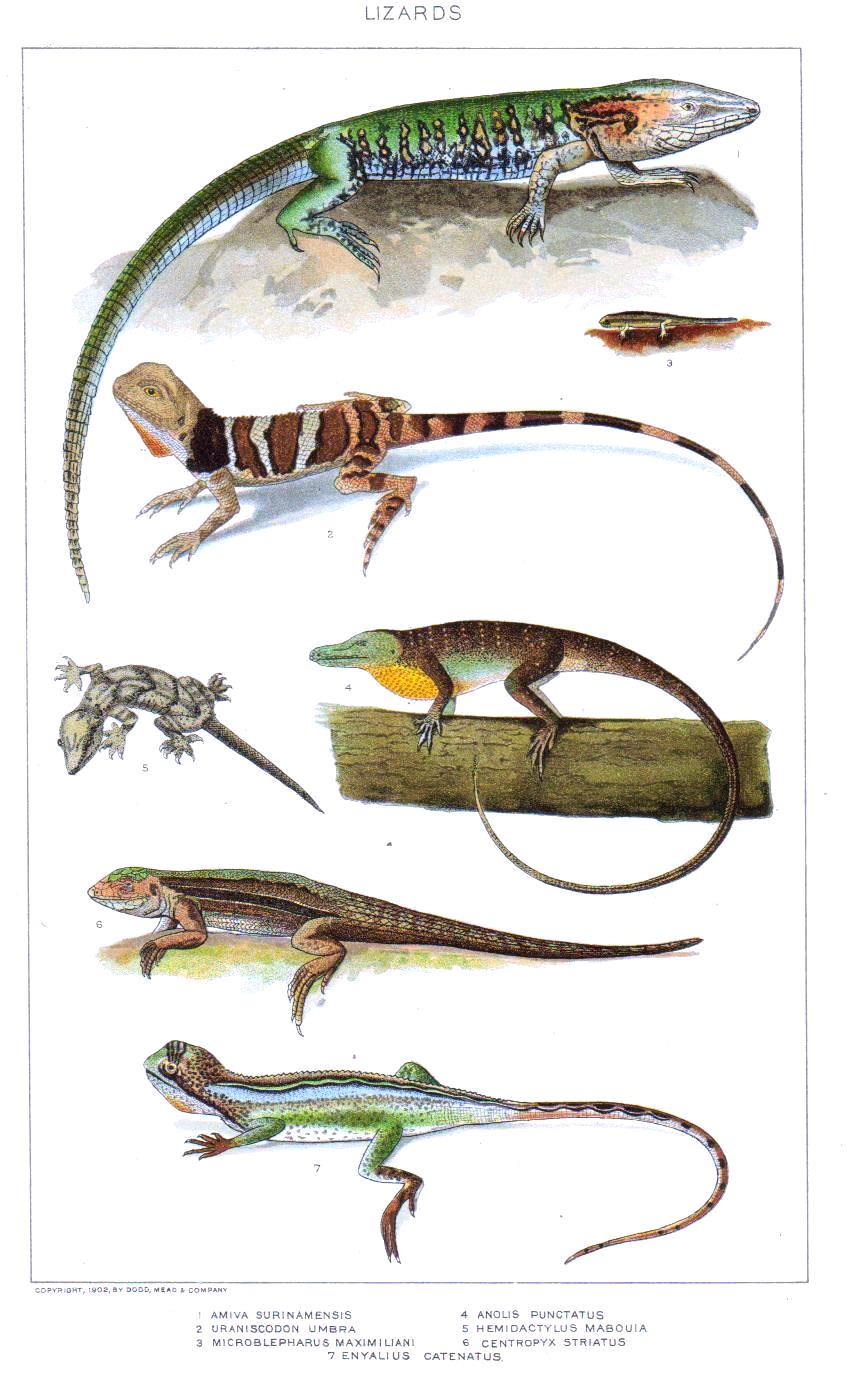
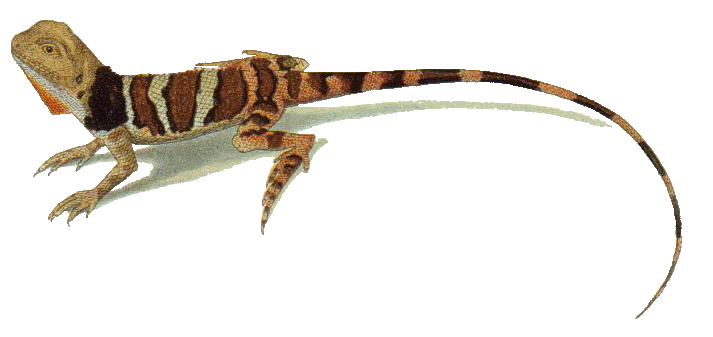